# Biermes
Biermes ist eine französische Gemeinde mit 314 Einwohnern (Stand: 1. Januar 2022) im Département Ardennes in der Region Grand Est. Sie gehört zum Kanton Rethel im Arrondissement Rethel.

## Geographie
Nachbargemeinden sind Acy-Romance und Sault-lès-Rethel im Nordwesten, Rethel im Norden, Thugny-Trugny im Osten, Seuil im Südosten und Perthes im Südwesten.
In Biermes endete die ehemalige Route nationale 383. Durch die Gemeinde führt auch die ehemalige Route nationale 46.

## Bevölkerungsentwicklung

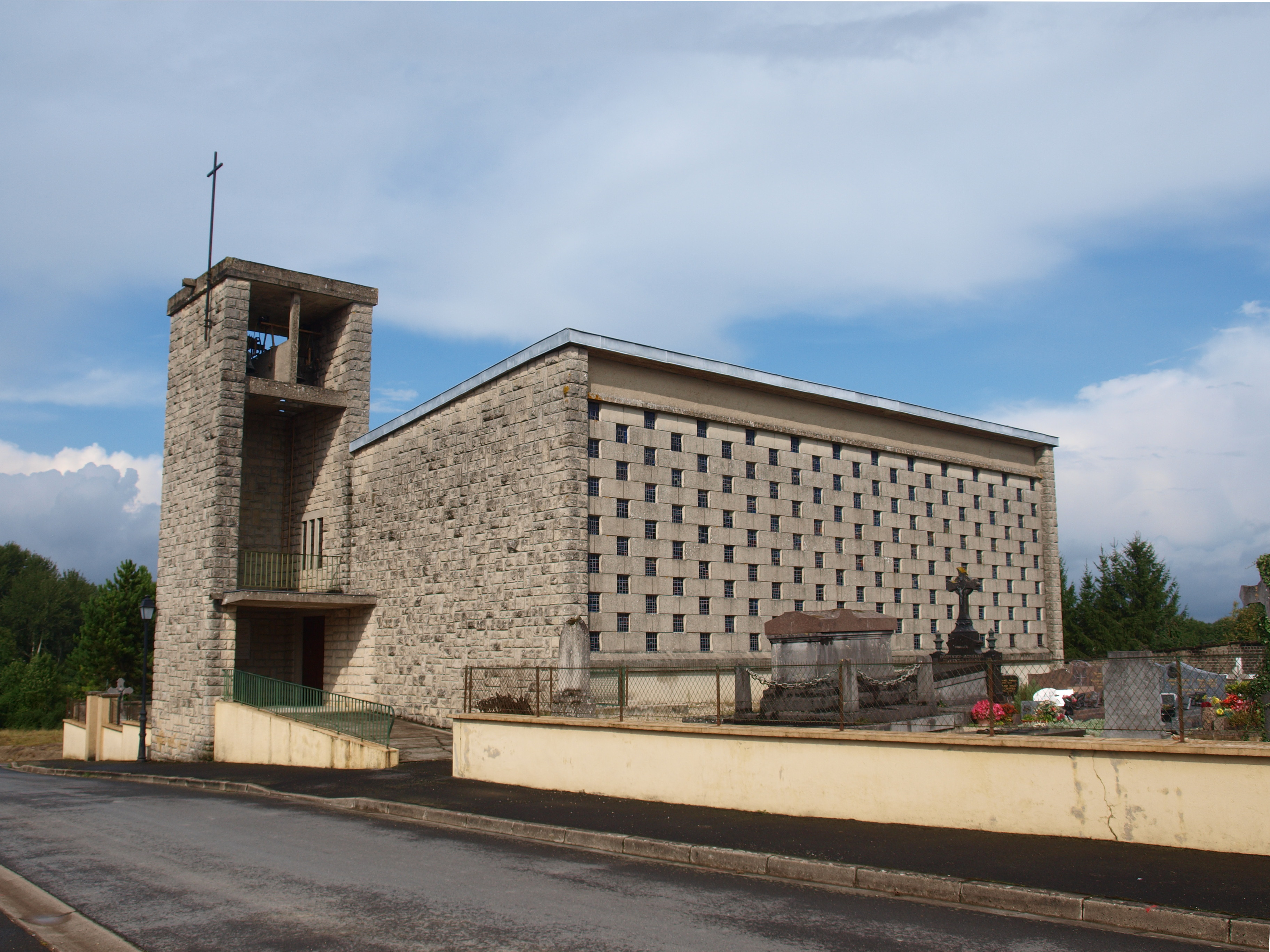
Kirche Saint-Crépin et Saint-Crépinien

| Jahr      | 1962 | 1968 | 1975 | 1982 | 1990 | 1999 | 2008 | 2018 |
| --------- | ---- | ---- | ---- | ---- | ---- | ---- | ---- | ---- |
| Einwohner | 213  | 195  | 254  | 272  | 272  | 246  | 256  | 307  |